# Babilas
Babilas — imię męskie, złożone z asyryjskich słów bâb i îlu, co oznaczało "boska brama", jak antyczna nazwa miasta Babilon. Patronem tego imienia jest św. Babilas, biskup Antiochii, wspominany razem z trzema innymi świętymi. 
Babilas imieniny obchodzi 24 stycznia.
Zobacz też: 
- Saint-Babel